# Saint-Clément (Corrèze)
Saint-Clément  ist eine französische Gemeinde mit 1383 Einwohnern (Stand 1. Januar 2022) im Département Corrèze in der Region Nouvelle-Aquitaine. Die Gemeinde ist Mitglied des Gemeindeverbandes Tulle Agglo. Die Einwohner nennen sich Saint-Clémentois(es).

## Geografie
Die Gemeinde liegt im Zentralmassiv. Die Präfektur des Départements Tulle befindet sich rund 15 Kilometer südöstlich.
Die Gemeinde wird von einem kleinen Fluss mit Namen Brézou durchflossen, der einige Kilometer später in die Vézère mündet.
Nachbargemeinden von Saint-Clément sind Seilhac im Norden, Naves im Osten, Saint-Mexant im Süden, Chanteix im Südwesten, Lagraulière im Westen sowie Saint-Jal im Nordwesten.

## Einwohnerentwicklung

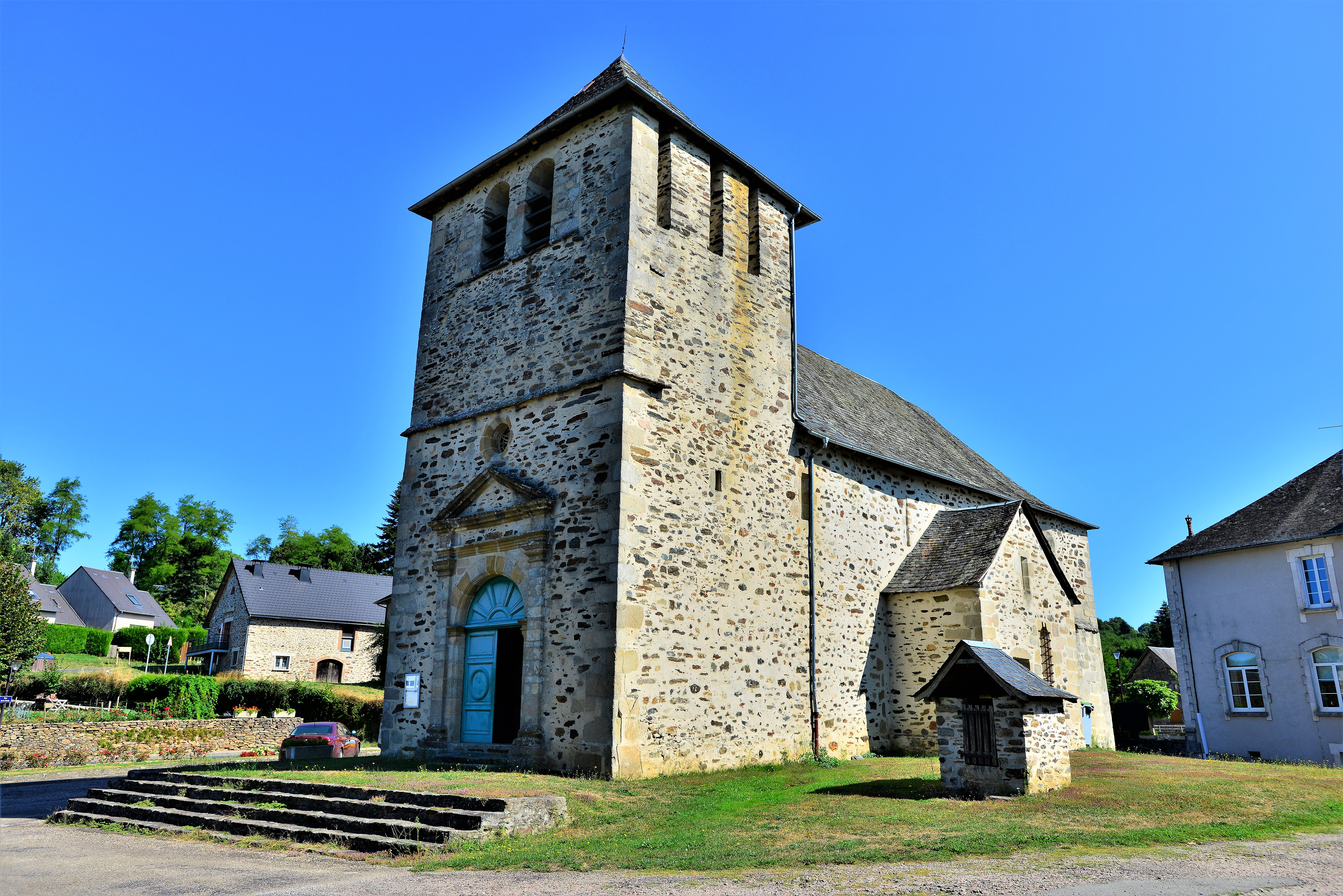
Kirche Saint-Clément

| Jahr      | 1962 | 1968 | 1975 | 1982 | 1990 | 1999 | 2007 | 2016 |
| Einwohner | 833  | 945  | 853  | 877  | 908  | 1011 | 1204 | 1322 |